# 藤金合欢
藤金合欢（学名：Acacia sinuata）是豆科金合欢属的植物。分布于亚洲热带地区以及中国大陆的广西、云南、江西、贵州、湖南、广东等地，生长于海拔440米至2,200米的地区，多生长于疏林内以及灌丛中，目前已由人工引种栽培。

## 异名
- Acacia rugata (Lam.) Voigt
- Acacia sinuata (Lour.) Merr.